# 6j-символ
6j-Символы Вигнера введены в обращение Юджином Вигнером в 1940 году и опубликованы в 1965 году.
Понятие 6j-символа возникает при квантовомеханическом сложении трёх моментов импульса, а именно, три угловых момента можно сложить тремя способами (типами связи), получив при этом одно и то же значение результирующего момента {\displaystyle j} и его проекции {\displaystyle m}:
{\displaystyle {\begin{matrix}1)&j_{1}+j_{2}=j_{12},\quad j_{12}+j_{3}=j,\\2)&j_{2}+j_{3}=j_{23},\quad j_{1}+j_{23}=j,\\3)&j_{1}+j_{3}=j_{13},\quad j_{13}+j_{2}=j.\end{matrix}}}
Переход от одной схемы связи к другой задаётся унитарным преобразованием, связывающим состояния с одинаковыми значениями полного момента {\displaystyle j} и его проекции {\displaystyle m}. Коэффициенты этого преобразования отличаются от 6j-символов только нормировочными и фазовыми множителями. Эти множители выбираются таким образом, чтобы 6j-символы обладали наиболее простыми свойствами симметрии.
6j-Символы выражаются через W-коэффициенты Рака́ следующим образом:
{\displaystyle {\begin{Bmatrix}j_{1}&j_{2}&j_{3}\\j_{4}&j_{5}&j_{6}\end{Bmatrix}}=(-1)^{j_{1}+j_{2}+j_{4}+j_{5}}W(j_{1}j_{2}j_{5}j_{4};j_{3}j_{6})}
и обладают большей симметрией, чем W-коэффициенты Рака.

## Свойства симметрии
6j-Символ инвариантен относительно перестановки любой пары его столбцов:
{\displaystyle {\begin{Bmatrix}j_{1}&j_{2}&j_{3}\\j_{4}&j_{5}&j_{6}\end{Bmatrix}}={\begin{Bmatrix}j_{2}&j_{1}&j_{3}\\j_{5}&j_{4}&j_{6}\end{Bmatrix}}={\begin{Bmatrix}j_{1}&j_{3}&j_{2}\\j_{4}&j_{6}&j_{5}\end{Bmatrix}}={\begin{Bmatrix}j_{3}&j_{2}&j_{1}\\j_{6}&j_{5}&j_{4}\end{Bmatrix}}.}
6j-Символ также инвариантен при обмене местами верхних и нижних аргументов в любых двух столбцах:
{\displaystyle {\begin{Bmatrix}j_{1}&j_{2}&j_{3}\\j_{4}&j_{5}&j_{6}\end{Bmatrix}}={\begin{Bmatrix}j_{4}&j_{5}&j_{3}\\j_{1}&j_{2}&j_{6}\end{Bmatrix}}={\begin{Bmatrix}j_{1}&j_{5}&j_{6}\\j_{4}&j_{2}&j_{3}\end{Bmatrix}}={\begin{Bmatrix}j_{4}&j_{2}&j_{6}\\j_{1}&j_{5}&j_{3}\end{Bmatrix}}.}
6j-Символ
{\displaystyle {\begin{Bmatrix}j_{1}&j_{2}&j_{3}\\j_{4}&j_{5}&j_{6}\end{Bmatrix}}}
не равен нулю, только если {\displaystyle j_{1}}, {\displaystyle j_{2}} и {\displaystyle j_{3}} удовлетворяют условию треугольника, то есть
{\displaystyle j_{1}=|j_{2}-j_{3}|,\ldots ,j_{2}+j_{3}.}
Вместе со свойствами симметрии по отношению к обмену верхних и нижних аргументов это приводит к тому, что условиям треугольника должны удовлетворять также {\displaystyle (j_{1},j_{5},j_{6})}, {\displaystyle (j_{4},j_{2},j_{6})} и {\displaystyle (j_{4},j_{5},j_{3})}.

## Частные случаи
Если {\displaystyle j_{6}=0}, то выражение для 6j-символа принимает вид
{\displaystyle \left\{{\begin{matrix}j_{1}&j_{2}&j_{3}\\j_{4}&j_{5}&0\end{matrix}}\right\}={\frac {\delta _{j_{2},j_{4}}\delta _{j_{1},j_{5}}}{\sqrt {(2j_{1}+1)(2j_{2}+1)}}}(-1)^{j_{1}+j_{2}+j_{3}}\{j_{1}j_{2}j_{3}\},}
где функция {\displaystyle \{j_{1}j_{2}j_{3}\}} равна 1, если {\displaystyle j_{1},j_{2},j_{3}} удовлетворяют условию треугольника, и равна нулю в остальных случаях. Свойства симметрии позволяют найти выражения для случая, когда нулю равен любой другой {\displaystyle j}.

## Соотношения ортогональности
6j-Символы удовлетворяют следующему соотношению ортогональности:
{\displaystyle \sum _{j_{3}}(2j_{3}+1){\begin{Bmatrix}j_{1}&j_{2}&j_{3}\\j_{4}&j_{5}&j_{6}\end{Bmatrix}}{\begin{Bmatrix}j_{1}&j_{2}&j_{3}\\j_{4}&j_{5}&j_{6}'\end{Bmatrix}}={\frac {\delta _{j_{6}^{}j_{6}'}}{2j_{6}+1}}\{j_{1}j_{5}j_{6}\}\{j_{4}j_{2}j_{6}\}.}

## Явные выражения
6j-Символы могут быть выражены в явном виде различными способами:
- в виде конечных сумм,
- через R-символ (формула Баргмана),
- через обобщённые гипергеометрические функции,
- через 3j-символы,
- в виде квазибиномов,
- в виде интегралов от характеров представлений группы вращений.

В качестве примера приведём выражение для 6j-символов в виде конечных сумм:
{\displaystyle {\begin{Bmatrix}a&b&c\\d&e&f\end{Bmatrix}}=(-1)^{a+c+d+f}{\frac {\Delta (a,b,c)\Delta (b,d,f)}{\Delta (a,e,f)\Delta (c,d,e)}}\times }
{\displaystyle \quad \times \sum _{n}(-1)^{n}{\frac {(a-b+d+e-n)!(-b+c+e+f-n)!(a+c+d+f+1-n)!}{n!(a-b+c-n)!(-b+d+f-n)!(a+e+f+1-n)!(c+d+e+1-n)!}},}
где суммирование ведётся по всем n, при которых под знаком факториала стоят неотрицательные выражения. Здесь 
{\displaystyle \Delta (a,b,c)\equiv {\sqrt {\frac {(a+b-c)!(a-b+c)!(-a+b+c)!}{(a+b+c+1)!}}}.}